# Jeff Pain
Jeffrey Pain, detto Jeff (Anchorage, 14 dicembre 1970), è un ex skeletonista canadese.

## Palmarès

### Olimpiadi
- Argento a Torino 2006.

### Mondiali
- Oro a Nagano 2003.
- Oro a Calgary 2005.
- Argento a Calgary 2001.